# Milind Soman
Pour les articles homonymes, voir Soman (homonymie).
Milind Soman est un acteur et producteur de cinéma indien né le 4 novembre 1965 en Écosse.
Il a été le mari de l'actrice française Mylène Jampanoï; puis il a épousé Ankita Konwar, en 2018.

## Filmographie
- 2002 : Agni Varsha
- 2005 : Bhagmati (en)
- 2007 : La Vallée des fleurs : Jalan
- 2007 (année de production) : Pachaikili Muthucharam : Lawrance
- 2007 (année de production) : Arn chevalier du temple : Saladin
- 2009 : Love Stories : l'homme (segment Liaison amoureuse)